# 매포도서관
매포도서관(梅浦圖書館)은 대한민국 충청북도 단양군에 있는 군립 도서관이다.

## 연혁
- 1996년 12월 26일 개관
- 1997년 3월 31일 매포도서관 설치 및 관리 운영 조례 공포
- 2010년 4월 매포도서관 리모델링

## 이용 안내
이용 시간
- 자료실: 09:00 ~ 18:00
- 공부방: 09:00 ~ 24:00

휴관일
- 매주 월요일
- 법정공휴일